# إبراهيم البرتاجي
إبراهيم البرتاجي هو سياسي تونسي، شغل منصب وزير الدفاع الوطني في حكومة هشام المشيشي منذ 2 سبتمبر 2020 الى غاية 26 يوليو 2021.